# 热拉尔·泰贝热
热拉尔·泰贝热（法語：Gérard Théberge，1930年12月18日—2000年5月1日），加拿大男子冰球运动员，场上位置是前锋。他曾代表加拿大参加1956年冬季奥林匹克运动会冰球比赛，获得一枚铜牌。